# 464 (szám)
A 464 (római számmal: CDLXIV) egy természetes szám.

## A szám a matematikában
A tízes számrendszerbeli 464-es a kettes számrendszerben 111010000, a nyolcas számrendszerben 720, a tizenhatos számrendszerben 1D0 alakban írható fel.
A 464 páros szám, összetett szám, kanonikus alakban a 24 · 291 szorzattal, normálalakban a 4,64 · 102 szorzattal írható fel. Tíz osztója van a természetes számok halmazán, ezek növekvő sorrendben: 1, 2, 4, 8, 16, 29, 58, 116, 232 és 464.
A 464 négyzete 215 296, köbe 99 897 344, négyzetgyöke 21,54066, köbgyöke 7,74175, reciproka 0,0021552. A 464 egység sugarú kör kerülete 2915,39798 egység, területe 676 372,33195 területegység; a 464 egység sugarú gömb térfogata 418 449 016,0 térfogategység.

## A szám a kultúrában
- A 464. dicséret az 1949, évi ref. énekeskönyvben a Jöjj, királyom, Jézusom... kezdetű ének.

## A szám a technikában
- FS E464  mozdony